# Temporada 1953-54 de l'NBA

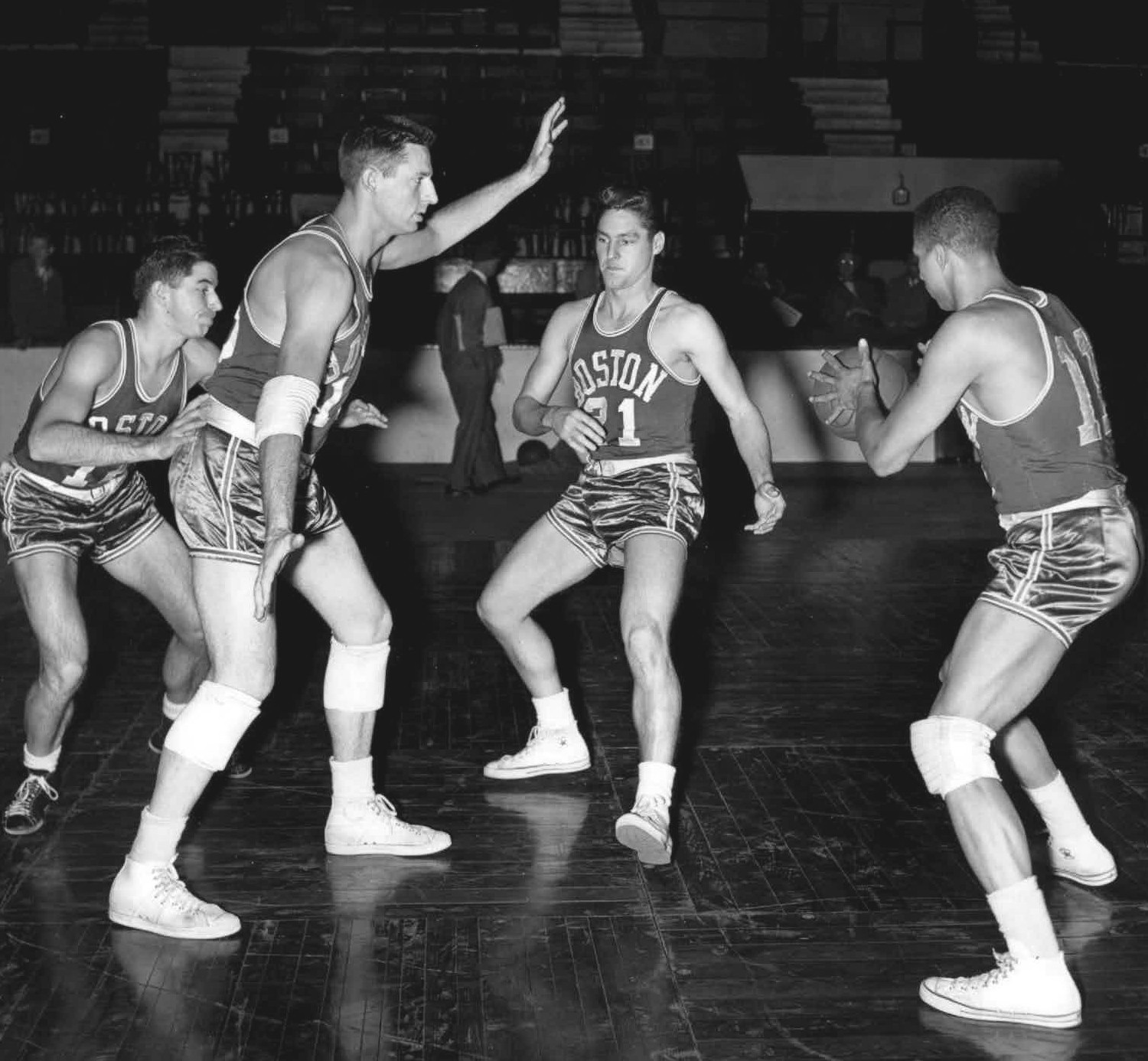
Entrenament dels Boston Celtics en la temporada 1953-54.

La temporada 1953-54 de l'NBA fou l'octava en la història de l'NBA. El Minneapolis Lakers fou el campió després de guanyar al Syracuse Nationals per 4-3.

## Classificacions
Divisió Est
| Equip                 | V  | D  | %V   | P  |
| --------------------- | -- | -- | ---- | -- |
| New York Knicks       | 44 | 28 | ,611 | -  |
| Syracuse Nationals    | 42 | 30 | ,583 | 2  |
| Boston Celtics        | 42 | 30 | ,583 | 2  |
| Philadelphia Warriors | 29 | 43 | ,403 | 15 |
| Baltimore Bullets     | 16 | 56 | ,222 | 28 |

Divisió Oest
| Equip                | V  | D  | %V   | P  |
| -------------------- | -- | -- | ---- | -- |
| Minneapolis Lakers C | 46 | 26 | ,639 | -  |
| Rochester Royals     | 44 | 28 | ,611 | 2  |
| Fort Wayne Pistons   | 40 | 32 | ,556 | 6  |
| Milwaukee Hawks      | 21 | 51 | ,292 | 25 |

* V: Victòries
* D: Derrotes
* %V: Percentatge de victòries
* P: Diferència de partits respecte al primer lloc
* C: Campió

## Estadístiques
| Categoria                   | Jugador        | Equip                 | Mitjana/% |
| --------------------------- | -------------- | --------------------- | --------- |
| Punts per partit            | Neil Johnston  | Philadelphia Warriors | 24,4      |
| Rebots per partit           | Harry Gallatin | New York Knicks       | 15,3      |
| Assistències per partit     | Bob Cousy      | Boston Celtics        | 7,2       |
| Percentatge de tirs de camp | Ed Macauley    | Boston Celtics        | 48,6      |
| Percentatge de tirs lliures | Bill Sharman   | Boston Celtics        | 84,4      |

## Premis
- Rookie de l'any
  -  Ray Felix (Baltimore Bullets)

- Primer quintet de la temporada
  - George Mikan, Minneapolis Lakers
  - Harry Gallatin, New York Knicks
  - Dolph Schayes, Syracuse Nationals
  - Bob Cousy, Boston Celtics
  - Neil Johnston, Philadelphia Warriors

- Segon quintet de la temporada
  - Jim Pollard, Minneapolis Lakers
  - Bob Wanzer, Rochester Royals
  - Paul Seymour, Syracuse Nationals
  - Ed Macauley, Boston Celtics
  - Carl Braun, New York Knicks